# Rodrigo Díaz de Vivar y Mendoza
Rodrigo Díaz de Vivar y Mendoza, I conde del Cid y I marqués del Cenete (Guadalajara, 1466-Valencia, 22 de febrero de 1523), fue el hijo primogénito del Cardenal Mendoza y Mencía de Lemos, hija del primer señor de Trofa.

## Biografía
Su padre fue el Gran Cardenal de España Pedro González de Mendoza y su hermano menor fue el militar y conde de Mélito Diego Hurtado de Mendoza y Lemos. Ambos hermanos intervinieron durante la revuelta de las Germanías de Valencia (1519-1523).
Participó en la Guerra de Granada, bajo el mando de su tío, el II Conde de Tendilla. Casado en secreto con Leonor de la Cerda en 1492, vivieron en su castillo de Jadraque. De genio vivo y violento, tuvo una vida inquieta y turbulenta, de educación culta y refinada tuvo, como todos los Mendoza, una gran biblioteca.
Enviudó en 1497 y pasó un tiempo en Italia, donde conoció la arquitectura renacentista.
A su vuelta a España se volvió a casar con María de Fonseca y Toledo, saltándose la prohibición expresa de la reina Isabel, por lo que estuvo en prisión hasta la muerte de la reina. Su primera hija, Mencía de Mendoza, fue una mujer de gran cultura y sensibilidad.
Edificó para ella el bello Castillo de La Calahorra, en Granada, obra de Lorenzo Vázquez. En La Calahorra contrató en su primer momento de construcción a maestros moros zaragozanos —Ybraym Monferriz y Mahoma de Brea—, encargados de la construcción del patio, los aposentos y el resto de construcciones palaciegas de estilo mudéjar, si bien luego la obra no se ejecutó. La presencia de Cenete en Italia hizo que llegasen a La Calahorra el genovés Michele Carlone y otros artistas que por fin se encargaron del patio, la escalera y algunas portadas, aportándoles el estilo del nuevo Renacimiento.

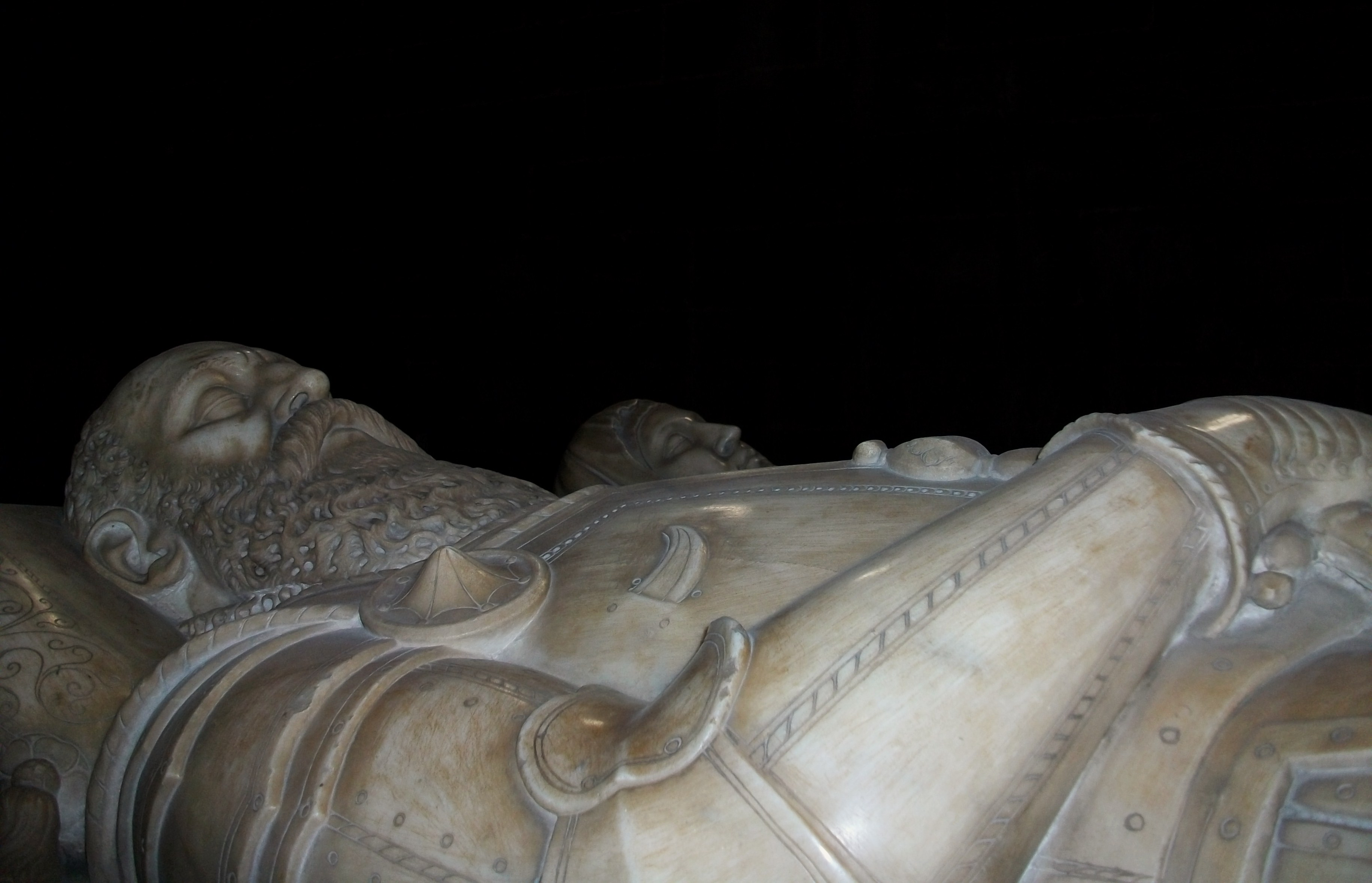
Detalle del sepulcro de los Marqueses de Cenete, Convento de Santo Domingo, Valencia.

Pronto dejó el palacio por sus dominios de Ayora en (Valencia), debido a los enfrentamientos, con su tío, el conde de Tendilla, pues Rodrigo fue partidario de Felipe el Hermoso e Íñigo de Fernando el Católico.
Se trasladó definitivamente a Valencia, cuando su hermano fue nombrado Virrey. Participó política y militarmente contra la revuelta de las Germanías, mostrando grandes dotes diplomáticas, que le permitieron, continuar en Valencia, después de la derrota inicial de su hermano. Fue asesinado al finalizar el conflicto durante una disputa por causas inciertas en Valencia, donde fue enterrado en el Convento de Santo Domingo.

## Descendencia
De la unión de Rodrigo con su primera esposa Leonor de la Cerda nacieron:
- Mencía de Mendoza y Fonseca (1508-1544), II marquesa del Cenete, casada con Enrique III, conde de Nassau-Dillenburg, y en segundas nupcias con Fernando de Aragón, duque de Calabria.
- María de Mendoza y Fonseca, III marquesa del Cenete, casada con Diego Hurtado de Mendoza y Aragón, IV conde de Saldaña.
- Catalina de Mendoza y Fonseca, casada con Juan Sancho de Tovar y Velasco, I marqués de Berlanga.